# Volvo YCC

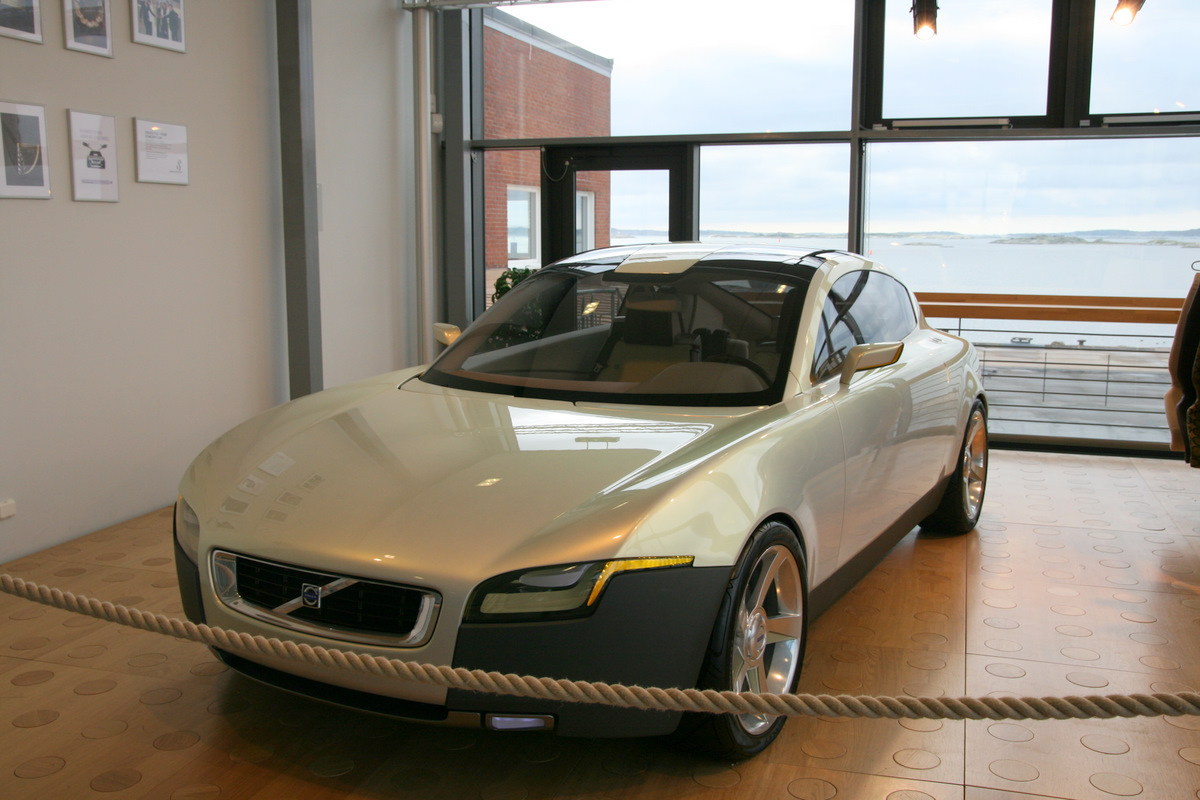
Volvo YCC

El Volvo YCC (Your Concept Car, que en inglés significa literalmente Tu Coche Conceptual) es un prototipo de automóvil, presentado en 2004 por la empresa de automóviles sueca Volvo con el objetivo declarado de lograr la satisfacción de las necesidades particulares de las mujeres conductoras. Para ello, Volvo reunió a un equipo de diseño compuesto enteramente de mujeres durante el otoño de 2001. Fue un importante ejercicio de la ergonomía, centrado en el género femenino.
El diseño exterior del coche parecía, a primera vista, como un automóvil cupé ligeramente futurista. De cerca se podía ver que no había campana, es decir, el panel de acceso que no permitía el acceso a la cabina del motor. Tiene un motor de mantenimiento que requiere sacar toda la parte delantera del coche, de preferencia en algún establecimiento con el espacio y equipo necesario. Esto supone que no sucede a menudo: El motor fue diseñado para que necesite un cambio de aceite solo después de 50.000 kilómetros (32.000 millas) y automáticamente enviar un mensaje de radio a un taller en un corto período de tiempo antes de cualquier mantenimiento requerido. Las encuestas de Volvo habían encontrado (entre muchas otras cosas) que las mujeres conductoras lo consideran una de las principales molestias.[cita requerida]